# Jarmo Kärnä
Jarmo Kärnä (Finlandia, 4 de agosto de 1958) es una atleta finlandés retirado especializado en la prueba de salto de longitud, en la que consiguió ser medallista de bronce europeo en pista cubierta en 1992.

## Carrera deportiva
En el Campeonato Europeo de Atletismo en Pista Cubierta de 1992 ganó la medalla de bronce en el salto de longitud, con un salto de 7.96 metros, tras Dmitriy Bagryanov del Equipo Unificado (oro con 8.12 metros) y el alemán Konstantin Krause  (plata con 8.04 metros).